# Baltimore Colts 1970
La stagione 1970 dei Baltimore Colts è stata la 18ª della franchigia nella National Football League. Guidati dall'allenatore al primo anno Don McCafferty, i Colts conclusero la stagione regolare con 11 vittorie, 2 sconfitte e un pareggio, vincendo il primo titolo della East. Nei playoff batterono i Cincinnati Bengals e gli Oakland Raiders, qualificandosi per il Super Bowl V, dove batterono i Cowboys, conquistando il loro primo Super Bowl e il terzo titolo complessivo. La squadra non avrebbe fatto ritorno in finale per 36 anni, fino al Super Bowl XLI nel febbraio 2007.
Nel febbraio 1970, il capo-allenatore Don Shula lasciò la squadra dopo sette stagioni per allenare i Miami Dolphins, ora nella stessa division, e l'allenatore dell'attacco McCafferty fu promosso all'inizio di aprile.

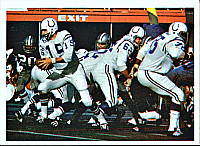
I Colts contro i Cowboys nel Super Bowl V

## Roster
| Roster dei Baltimore Colts nel 1970 |
| --- |
| Quarterback - 15 Earl Morrall - 19 Johnny Unitas Running Back - 36 Norm Bulaich - 48 Larry Conjar - 45 Jerry Hill - 23 Jack Maitland - 41 Tom Matte - 34 Tom Nowatzke Wide Receiver - 17 Sam Havrilak - 45 Jerry Hill - 33 Eddie Hinton - 87 Roy Jefferson - 28 Jimmy Orr - 27 Ray Perkins Tight End - 88 John Mackey - 84 Tom Mitchell Offensive Linemen - 73 Sam Ball T - 50 Bill Curry C - 61 Cornelius Johnson G - 68 Dennis Nelson T - 62 Glenn Ressler G - 71 Dan Sullivan G - 72 Bob Vogel T - 65 John Williams G Defensive Linemen - 65 Jim Bailey DT - 85 Roy Hilton DE - 76 Fred Miller DT - 81 Billy Newsome DE - 74 Billy Ray Smith Sr. DT - 78 Bubba Smith DE - 60 George Wright DT Linebacker - 32 Mike Curtis - 51 Bob Grant - 83 Ted Hendricks - 56 Ray May - 52 Robbie Nichols Defensive Back - 40 Bobby Boyd CB - 35 Jim Duncan CB-KR - 25 Tom Curtis SS - 20 Jerry Logan S - 42 Tommy Maxwell CB - 47 Charlie Stukes CB - 21 Rick Volk S Special Team - 30 Ron Gardin PR-CB - 54 Tom Goode LS - 49 David Lee P - 80 Jim O'Brien K Squadra di allenamento - -- George Mira QB |
| Legenda - I rookie sono in corsivo. - Il primo ruolo è il principale mentre gli eventuali successivi indicano i ruoli secondari. - (IR) sta per Injured Reserve ed indica la lista ristretta per un solo giocatore infortunato che può tornare ad allenarsi dopo la settimana 6 e a rientrare in prima squadra dopo che questa ha giocato 8 partite. - (NF-Inj.) / (NF-Ill.) stanno rispettivamente per Non-Football Injured e Non-Football Illness ed indicano le liste dove viene inserito un giocatore che ha un infortunio o una malattia non dipendente dal football americano. - (PUP) sta per Physically Unable to Perform ed indica la lista dove viene inserito un giocatore mentre è in attesa di recuperare la condizione fisica. Nella stagione regolare dopo la sesta partita giocata dalla propria squadra, il giocatore ha tempo tre settimane per riprendere ad allenarsi, più tre settimane aggiuntive dal suo rientro agli allenamenti per rientrare in prima squadra. |

## Calendario
| Stagione regolare |              |                       |           |            |                                              |        |                          |          |
| Turno             | Data         | Avversario            | Risultato | TV ora     | Commentatori                                 | Record | Stadio                   | Pubblico |
| 1                 | 20 settembre | at San Diego Chargers | V 16–14   | NBC 4:00pm | Ross Porter & Willie Davis                   | 1–0    | San Diego Stadium        | 47,782   |
| 2                 | 28 settembre | Kansas City Chiefs    | S 24–44   | ABC 9:00pm | Keith Jackson, Don Meredith, & Howard Cosell | 1–1    | Memorial Stadium         | 53,911   |
| 3                 | 4 ottobre    | at Boston Patriots    | V 14–6    | NBC 1:00pm | Dave Martin & Willie Davis                   | 2–1    | Harvard Stadium          | 38,235   |
| 4                 | 11 ottobre   | at Houston Oilers     | V 24–20   | NBC 4:00pm | Bill O'Donnell & George Ratterman            | 3–1    | Astrodome                | 48,050   |
| 5                 | 18 ottobre   | at New York Jets      | V 29–22   | NBC 1:00pm | Curt Gowdy & Kyle Rote                       | 4–1    | Shea Stadium             | 63,301   |
| 6                 | 25 ottobre   | Boston Patriots       | V 27–3    | NBC 1:00pm | Bill O'Donnell & Johnny Morris               | 5–1    | Memorial Stadium         | 60,240   |
| 7                 | 1º novembre  | Miami Dolphins        | V 35–0    | NBC 1:00pm | Jim Simpson & Al DeRogatis                   | 6–1    | Memorial Stadium         | 60,240   |
| 8                 | 9 novembre   | at Green Bay Packers  | V 13–10   | ABC 9:00pm | Keith Jackson, Don Meredith, & Howard Cosell | 7–1    | Milwaukee County Stadium | 48,063   |
| 9                 | 15 novembre  | Buffalo Bills         | P 17–17   | NBC 1:00pm | Bill Enis & Dave Kocourek                    | 7–1–1  | Memorial Stadium         | 60,240   |
| 10                | 22 novembre  | at Miami Dolphins     | S 17–34   | NBC 1:00pm | Curt Gowdy & Kyle Rote                       | 7–2–1  | Miami Orange Bowl        | 67,699   |
| 11                | 29 novembre  | Chicago Bears         | V 21–20   | CBS 1:00pm | Lindsey Nelson & Don Perkins                 | 8–2–1  | Memorial Stadium         | 60,240   |
| 12                | 6 dicembre   | Philadelphia Eagles   | V 29–10   | CBS 1:00pm | Lindsey Nelson & Don Perkins                 | 9–2–1  | Memorial Stadium         | 60,240   |
| 13                | 13 dicembre  | at Buffalo Bills      | V 20–14   | NBC 1:00pm | Ross Porter & Willie Davis                   | 10–2–1 | War Memorial Stadium     | 34,346   |
| 14                | 19 dicembre  | New York Jets         | V 35–20   | NBC 3:00pm | Curt Gowdy & Kyle Rote                       | 11–2–1 | Memorial Stadium         | 60,240   |

### Playoff
| Playoff                 |                  |                    |           |        |                  |          |
| Turno                   | Data             | Avversario         | Risultato | Record | Stadio           | Pubblico |
| Divisional              | 26 dicembre 1970 | Cincinnati Bengals | V 17–0    | 1–0    | Memorial Stadium | 51,127   |
| Conference Championship | 2 gennaio 1971   | Oakland Raiders    | V 27–17   | 2–0    | Memorial Stadium | 56,368   |
| Super Bowl V            | 17 gennaio 1971  | Dallas Cowboys     | V 16–13   | 3–0    | Orange Bowl      | 80,055   |

## Classifiche
| AFC East        |    |    |   |      |       |       |     |     |     |
|                 | V  | S  | P | %    | CONF  | DIV   | PF  | PS  | STR |
| Baltimore Colts | 11 | 2  | 1 | .846 | 6–1–1 | 8–2–1 | 321 | 234 | V4  |
| Miami Dolphins  | 10 | 4  | 0 | .714 | 6–2   | 8–3   | 297 | 228 | V6  |
| New York Jets   | 4  | 10 | 0 | .286 | 2–6   | 2–9   | 255 | 286 | S3  |
| Buffalo Bills   | 3  | 10 | 1 | .231 | 3–4–1 | 3–7–1 | 204 | 337 | S5  |
| Boston Patriots | 2  | 12 | 0 | .143 | 2–6   | 2–9   | 149 | 361 | S3  |

Nota: I pareggi non venivano conteggiati ai fini della classifica fino al 1972.